# 冬のソナタ
『冬のソナタ』（ふゆのソナタ、原題：겨울연가）は、2002年に韓国の公共放送局である韓国放送公社のKBS第2テレビジョンで放送された全20話の連続テレビドラマ。監督はユン・ソクホ。主演はペ・ヨンジュンとチェ・ジウ。アジアと世界での韓流ブームのはじまりとなった作品だと広く認められている。2003年から2004年にかけて日本で放送され、「冬ソナ現象」と呼ばれるほどの大ブームを巻き起こし、日本で韓流ドラマが認知されるきっかけとなった。
監督・演出を担当したユン・ソクホにとっては前作2000年の『秋の童話』に続く作品で、本作の後に2003年に『夏の香り』が、2006年に『春のワルツ』が放送され、4作を総称して「四季シリーズ」と呼ぶ。4作とも現代韓国の若い男女を主人公とする恋愛ものの連続テレビドラマだが、それぞれ独立した物語で筋書きの連続性や舞台の共通性などは無い。
2009年秋に全26話の『アニメ 冬のソナタ』が日韓合作で制作され、日本と韓国で放送された。詳細は下記の「テレビアニメ」節を参照。

## 題名
原題の겨울연가（キョウル ヨンガ）を直訳すると「冬の恋歌」となる。겨울（キョウル）は冬、연가（ヨンガ）は漢字語の「戀歌」（恋歌）で恋の歌あるいはラブソングという意味。台湾などでの中国語題名は『冬季戀歌』と直訳になっている。英語題名はWinter Sonataである。日本語題名は『冬のソナタ』となった。恋歌はソナタと訳せないが、NHKの説明によると「恋歌を love song と訳してしまうとニュアンスが異なってしまうので、韓国国外に輸出する際に変更された」という。日本では略す場合は「冬ソナ」とされ、略語「冬ソナ」は2004年の「ユーキャン新語・流行語大賞」のトップテンの一つに選ばれ受賞した。

## 製作

### 撮影
ユン・ソクホ監督の前作である『秋の童話』と同様に、ロケ（屋外撮影）をふんだんに使用した。『冬のソナタ』の撮影は時間ギリギリのハードな撮影で、朝方や昼間撮影したシーンを急いで編集しその日の夜に放送する（いわゆる「撮って出し」）という傾向が多々あったという。ユン・ソクホ監督によると、『冬のソナタ』は、当初は北海道をロケ地とする予定であったが、時間の関係で撮影を行うことができなかったという。

### 脚本
ユン・ソクホ監督は、チュンサンが死亡するラストを考えていたとしている。当初、最終回はチュンサンが病に冒されて、チュンサンの死で終わることになっていた。しかし、テレビ局に「チュンサンを死なせないで」というメッセージが殺到し、結末を変更することになった。最後のチュンサンが涙するシーンを撮り終えたのは、最終回放送当日の夕方4時であった。
公式ウェブサイトで脚本が公開されていた。その第1回の脚本では役名のチェリンが영남（ヨンナム）になっている など、脚本と韓国で実際に放送されたものとは違いがある。さらに日本のNHKで放送された際には放送時間の関係などで省略された場面があった。

### 音楽
- 主題歌：「最初から今まで」。作曲 O Suk Joon, ユ・ヘジュン、歌 Ryu
  - （日本語吹替版はやしきたかじんが担当、中国語版は張信哲が担当、名前は「從開始到現在」）。
- 挿入歌：「My Memory」。作曲 Park Jeong Won、歌 Ryu（日本語版はやしきたかじん、中国語版は張信哲）。BGMには主にピアノ曲が選ばれ、作曲家は複数でありながら統一感がある。
- イ・ジス作曲「初めて」「今でも」
- Park Jeong Won作曲「始まり」「記憶の中へ」「恋人」「あなただけが」
- ベートーベン作曲「テンペスト」（ピアノソナタ第17番）第3楽章の冒頭部
- ロベルト・シューマン作曲「子供の情景」のNo.7「トロイメライ（夢）」（劇中、高校生を演ずる主役二人が音楽室で演奏）

韓国オリジナル版では、「白い恋人たち」（フランシス・レイ作曲）、ミッシェル・ポルナレフの「愛のコレクション」、ABBAの「ダンシング・クイーン」を始めとする欧米のポピュラー音楽が多用されているが、日本では著作権法上使用できず、ユン・ソクホ監督自らが韓国の楽曲に差し替えた。2004年12月放送の「完全版」でも差し替えが行われている。

## 評価

### 受賞
監督・演出を担当したユン・ソクホが第38回百想芸術大賞でテレビ部門の演出賞を受賞した。主演したペ・ヨンジュンとチェ・ジウは同じく第38回百想芸術大賞のテレビ部門で人気賞を受賞し、製作したKBSが毎年年末に授賞式を放送しているKBS演技大賞で共に最優秀演技賞を受賞した。

### 批評
音楽が美しいこと、絵画のような透明感のある自然の中でのシーン、「初恋の人」という多くの人が心に抱きつづけている普遍的なテーマ、初めはナイーブな恋が決して一足飛びにではなく一歩一歩深い人間的慈愛へと育っていく心理的過程が全20回に渡り丁寧に描かれていることなどが、好感をもって迎えられヒットした。日本のドラマではもはや見られなくなったような主婦向けの昼ドラマ的なストーリー展開と、映像・音楽が美しいことで、主に中高年の女性を中心にヒットしたと報道された。当時、日本より10年 から20年 ほど遅れて発展途上にあった韓国の経済や文化と、初恋をテーマとする哀愁を感じさせるストーリーとがよくマッチしたことが、日本での大ヒットの要因の1つとなった。
小説家・文芸評論家の笠井潔によると、韓国では日本よりも自由恋愛の障壁となる父権や性的規範の拘束力が強く、韓国ドラマはそういった前近代的な社会的障壁を利用してメロドラマとしての強度を保っている場合が多いが、本作の場合はそれらの障壁をもたらす社会領域の描写が徹底的に排除されており、その代替として事故・記憶喪失といった障壁が用意されているという。また、社会領域の描写抜きに純愛を虚構的に創り上げるという意味で、日本のマンガ・アニメオタクカルチャーにおいて1990年代後半から2000年代初頭にかけてムーブメントをおこしたセカイ系作品に通ずるものがあるとしている。
パトリック・モディアノの小説『暗いブティック通り』に影響を受けたとされている。

### 反響
ヒロインの性格
ヒロインのユジンは、韓国の古いタイプの女性で、やや優柔不断に見え、韓国の一部の若い視聴者には不評だったが、日本では「けなげで純粋である」として、中高年層の女性に支持された。
支持層
林香里、金相美の調査では、『冬のソナタ』のファン調査に回答した7割が、40代以上の既婚者であった（林香里・金相美「日本女性の間の『冬ソナ』ブーム - 感情生活から生まれる『政治』生活のダイナミズム」2004年11月4日 ソウル大学 - 東京大学合同シンポジウム）。

### 記録
ヒット商品2位
ペ・ヨンジュンが、2004年上半期「ヒット商品」2位。
小説の発行部数
2004年7月現在、小説『冬のソナタ』の日本での発行部数は、上・下巻計で122万部。
メディア売り上げ
ビデオ・DVD・書籍の2003年 - 2004年度の売上は90億円、NHKの副次収入は6億円。
地上波の視聴率
日本で衛星放送での放送の翌年2004年に地上波のNHK総合テレビジョンで放送した時に、夜11時台の放送にもかかわらず最終回に関東地方で20.6%、関西地方で23.8%の平均視聴率を記録した。また、全20話の平均視聴率は関東では14.4%、関西では16.7%に達した（視聴率はビデオリサーチ社発表による）。
エコノミストの門倉貴史は、『冬のソナタ』ブームの日本国内での経済効果を総額1225億円と試算している。

### その他
日韓共同訪問年広報大使
2004年7月22日、日韓共同訪問年広報大使に任命されたチェ・ジウが、総理大臣官邸を訪問した。冬ソナファンを自認する小泉純一郎首相は「おー、冬のソナタ、鼻の下が長くなっちゃう」と歓迎の意を示している。
冬ソナの大ファン
安倍晋三の第1次安倍内閣発足による内閣総理大臣就任により、ファーストレディとなった妻の安倍昭恵は、冬ソナの大ファンで、これをきっかけに朝鮮語を習い始め、韓流に傾倒したと報じられている。
フォード・エクスプローラーに関する問い合わせ
2004年頃、白のエクスプローラーに関する問い合わせが急増したと各フォードディーラーから報告されていた時期があった。フォード側はこの現象について、エクスプローラーが本作でイ・ミニョンの愛車として登場したことが発端ではないかと見ている。
D.C.II 〜ダ・カーポII〜
D.C.II 〜ダ・カーポII〜アニメの第5話に、「冬のアナタ」と言う映画が出る。タイトルの字も同じ、キャラクターのイメージも同じ、ポスターのイメージも「冬のソナタ」と似ている。
ヒュンダイ・ソナタの日本向けCM
2005年後半に同車がヒュンダイモータージャパンより輸入開始された際に放映されたCMや新車ポスターなどは、ペ・ヨンジュンを主演としていることや舞台の雰囲気など全体的に冬ソナを意識した内容となっていた。もっとも本車種は1985年からの歴史(日本に正規輸入されたこの｢NF系｣は5代目モデル)があり、日本での商標登録も1988年出願、1991年登録であるため車名自体に関しては完全に偶然の一致である。また、新車カタログには冬ソナ・ヨン様要素はまったくない。

## あらすじ
第1話 出会い
江原道の道庁所在地春川（チュンチョン）のとある町内に住んでいる 高校生ユジンは遅刻魔で、いつものように息を切らしてバス停に駆けつける。するとそこに幼馴染の同級生サンヒョクが先に来ている。サンヒョクはユジンのコートのボタンをかけてやる。バスが到着するとサンヒョクは自分をさし置いてユジンだけを満員のバスに押し込む。空いた席に座って居眠りをしてしまったユジンが目を覚ますと、隣に見知らぬ男子高校生が座っている。高校を通り過ぎてしまったことに気づいたユジンはバスを停めてもらい、その男子生徒と一緒に降りる。仕方なく男子生徒とタクシーで高校前まで戻ると男子生徒は距離を置いて別行動をとり、タバコを吸い始める。ユジンは校門で大魔神 というあだ名の担任教師に見つかり、叱られる。
その日のホームルームの時間に大魔神が転校生を紹介する。転校生はユジンがバスで隣あわせになった男子生徒だった。その生徒はソウルにある名門校ソウル科学高校からの転校生でカン・ジュンサン（チュンサン）と名乗る。クラス一の美人を自認しているチェリンがさっそくチュンサンに目をつける。噂ではチュンサンは数学の全国大会で1位をとったという。チュンサンはサンヒョクが所属する部をユジンに尋ね、サンヒョクやユジンが所属する放送部に入る。
チュンサンは母が未婚で産んだ子で、母の姓カンを名乗っている。そこに作品が設定する時代の韓国社会におけるチュンサンと母ミヒの苦悩がある。母カン・ミヒは世界的なピアニストであり、チュンサンの父は亡くなったと語り、チュンサンに詳しいことを話さない。チュンサンが転校したのは母の母校で父のことを調べるためだった。チュンサンは、サンヒョクの父である大学の数学教授が自分の父に違いないと考え、その教授の講義にもぐりこむ。教授は難問を解いたチュンサンが高校生であることに気付き驚く。
ユジンは遅刻した時にチュンサンの背中を踏み台にして学校の塀を乗り越えたりする。塀を乗り越えるのを助けてもらった借りを返そうと考えたユジンは、音楽の授業の課題曲「トロイメライ」 をチュンサンが弾けずにいるように見えたため、弾き方を教えようとする。しかしチュンサンはピアノを難なく弾けることが分かる。そして「借りは別の形で返してくれ」と言い、ユジンを誘って湖のほとりへ行く。二人で湖畔の並木を歩いているとチュンサンは「影の国へ行った男の話」をする。寂しそうな眼をしているチュンサンに友だちをつくるようユジンが勧める。
第2話 はかない恋
翌日、二人は自習をサボった罰として学校の焼却炉の清掃をすることを命じられるが、それでかえって二人きりで過ごす時間が増え、打ち解け、初雪が降ったら湖畔で会う約束を交わす。初雪が降った日、二人は湖畔でデートする。雪だるまを二つ作ったところ、チュンサンは雪だるま同士をキスさせ「うらやましいな」と言う。それを聞いたユジンがチュンサンの頬にキスする。するとチュンサンはユジンの唇にキスをする。ジュンサンはサンヒョクに、「君へのあてつけでユジンと付き合ってる」といい、ユジンに頬を打たれる。その後、ユジンは放送部の仲間たちとロッジに行く。ユジンはそこで遭難してしまう。全員で探すが見つからない。ジュンサンは真っ先にユジンを見つける。ユジンに「道に迷ったらポラリス（北極星）を探すんだぞ。同じ場所にある」という。
第3話 運命の人
ジュンサンはユジンと大晦日に会う約束をしたが、すでに出国の準備を終えていた。空港に向かうタクシーの中でユジンの手袋を見つけたジュンサンは約束の場所へと急ぐ。その途中、車に轢かれ、帰らぬ人となる。手袋を返す約束は果たされなかった。後日、ジュンサンが死亡したことを知ったユジンたちは放送部の仲間だけでお別れの会を行う。
第4話 忘れえぬ恋
10年後。ユジンは「ポラリス」という設計事務所を建てていた。取引先の理事に会うが、それはジュンサンその人だった。ユジンに、自らはイ・ミニョンだと名乗るが・・・。
第14話 二度目の事故
ミニョンはユジンに「迷惑だと思いますが、この曲を送ります」とピアノ演奏の『初めて』が収録してあるCDを送る。ユジンはジュンサンから『初めて』を吹き込んだカセットテープをもらったことは誰にも喋っていない。ミニョンはジュンサンだったのだ。疑惑は確信に変わり、空港に急ぐユジン。その途中でユジンをかばってミニョンは車に轢かれてしまう。ミニョンは意識を失う。
第15話 過去への旅路
ジュンサンは目を覚ます。そして、ユジンと過ごした日々の一部を思い出した。退院したジュンサンとユジンは同窓会の席に出席するが、ヨングクはジュンサンに「友達を傷つけた」といって帰ってしまう。記憶を思い出させるため、ユジンは春川の街にジュンサンを連れてゆく。ジュンサンはそこで、ユジンにミトンを返す。ジュンサンは記憶を思い出して、あの日言えなかった言葉をつぶやく。「愛している」と。
第18話 運命のいたずら
結婚式にサンヒョクが乱入して、ユジンを連れ去る。サンヒョクはジュンサンとの結婚はダメだという。ユジンとジュンサンが兄弟だということは伏せられた。カン・ミヒはジュンサンに「ユジンに本当のことを言うか、別れなさい」と別れを迫る。ジュンサンはユジンを海に連れていく。民宿で一夜を共にする二人。次の日の夜、ジュンサンは、ユジンにプレゼントした星のペンダント、思い出が詰まったインスタントカメラ、両面表のコインを決意を持って海に投げ捨て、何処へなりとも姿を消す。ジュンサンがいなくなったユジンのもとにサンヒョクの母が訪れ、「サンヒョクとの復縁は絶対に許さない」という。そこで初めて、ユジンはジュンサンと兄弟だということを知る。
第19話 父と子
サンヒョクの父はジュンサンの家を訪れ、会話したが、途中で疲労からジュンサンは倒れてしまう。チェリンはジュンサンを見舞い、「ユジンを連れて逃げて」という。病院で検査を受けるジュンサン。サンヒョクの父はDNA検査を申し込む。そして、ジュンサンの脳には腫瘍が見つかる。DNA検査の結果はサンヒョクの父とジュンサンは親子関係に該当するというものだった。その真実を知らないジュンサンは最後にユジンと会い、「お互いのことを永遠に覚えておこう」「振り返らずに別れましょう」といって、ユジンが初めて図面を引いた『不可能な家』の模型を受け取る。
最終話 冬の終わり
サンヒョクはユジンに「やり直そう」というが、断られる。「僕はいつまでも待っている」という。サンヒョクは父からジュンサンと兄弟だという真実を知る。サンヒョクはジュンサンに、自分をフランス留学に連れていくようにユジンを説得してくれという。病院で医者はジュンサンに脳腫瘍の完治は難しいと診断する。ジュンサンはユジンにサンヒョクをフランス留学に連れていくことを勧め、サンヒョクに別れを告げて、目の病気の治療のため渡米する。ユジンはその直後にパリに旅立つ。3年後、ユジンは韓国に帰国し、ポラリスでジョンアから、昔自分がデザインした『不可能な家』が建てられていることを知る。同じ時期に失明したジュンサンも帰国していた。『不可能な家』を訪れたユジンはジュンサンと再会する。二人は夕日の中で深く抱きしめあった。

## 登場人物

### 主要人物
カン・ジュンサン（チュンサン）
演 - ペ・ヨンジュン、日本語吹替 - 萩原聖人
寡黙でどこか影のある転校生。母と二人で暮らしている。母親は世界的なピアニストで演奏旅行で家を留守にしてばかりで、チュンサンは孤独を感じる人生を送ってきた。死んだとされる父親について詳しく知るために、高校2年時の1992年に首都ソウルの高校からチュンチョンの高校へ転校した。ユジンやサンヒョクと同じ放送部に入る。
成績優秀で、特に数学に関して天才と言っていいほどの才能があるが、サンヒョクにはあって自分には無い、両親がそろった暖かな家庭などを感じるたびに、人知れず苦しんでいて、サンヒョクに対して強いライバル心を抱いている。高校の音楽室で「初めて」という曲を弾く。自宅ではベートーベンの曲などを弾いている。ユジンに惹かれてやがて恋人同士になるが、トラックにひかれて死亡し、葬儀は人知れずソウルで行われたとされる。実は、サンヒョクの母違いの兄。
イ・ミニョン
演 - ペ・ヨンジュン、日本語吹替 - 萩原聖人
アメリカ育ちとされる、明るく社交的な青年で、新進気鋭の建築デザイナー。チェリンの恋人でチュンサンの生き写しのような姿をしている。大人になったユジンとともに仕事をすることになるが、最初はチェリンの言葉を信じてユジンを手練手管を使う軽薄な女性であると誤解し、ユジンに冷たい態度をとるが、次第にユジンの誠実さに気づくようになり魅かれ優しい態度を見せるようになっていく。しかし、ユジンの心の中に生きている「チュンサン」を障壁と感じ、さらにユジンの恋人のサンヒョクと恋敵の関係になり対立するようになる。いったんはユジンが自分を選んでくれるが、その結果サンヒョクを傷つけてしまったことをユジンが気にして沈み込んでいるのを見て、ユジンの気持ちを救うために、自分の気持ちを押し殺してサンヒョクのお見舞いに行くように勧める。結果としてユジンはサンヒョクのもとに行ってしまう。
一度も弾いたことがないはずのピアノがスラスラ弾けてしまったこと、母親の前で「カン・ジュンサン」の名を出したところ母親がひどく動揺したのに「カン・ジュンサンなんて人は全然知らない」と言ったことなど、自分の過去について母親が何かを隠しているように感じられることなど不可解なことが重なったため、謎を解くためにユジンの通っていたチュンチョンの高校の事務局に行き「カン・ジュンサン」が住んでいた場所の住所を聞き出し、その場所にある家に入ってみたところ、そこに現れるはずのない自分の母親が突然現れたことで、母親が実は自分に嘘をついていたこと、自分が記憶を失ったカン・ジュンサンであることを知る。
またさらに後日、精神科医から「自分に偽の記憶を刷り込んだ」と知らされ、自分が何者なのか苦悩し、母親との関係、サンヒョクやオ・チェリンとの関係も混乱していく。さらに、「ユジンと兄妹」だと聞かされ苦しむ。やがてそうではないと聞かされたものの、ユジンのことを思い、ユジンや他の同窓生たちと別れニューヨークに去っていく。ここで一旦物語は終わる。後日譚では、事故の後遺症で失明。自分が建てた「不可能な家」で独り暮らす。
チョン・ユジン
演 - チェ・ジウ、日本語吹替 - 田中美里
優しく純粋な性格。幼馴染のキム・サンヒョクとは仲良し。学生時代は転校生のカン・ジュンサンに惹かれるが、突然の交通事故でチュンサンを失ってしまう。卒業後、先輩とともに建築デザイン会社「ポラリス」を設立する。チュンサンの死後、サンヒョクと10年交際した後に婚約する。しかし、チェリンの恋人でチュンサンの生き写しのようなイ・ミニョンと出会い、蓋をしていたチュンサンへの想いが蘇ってしまう。酔った時にチュンサンと勘違いしてミニョンに馴れ馴れしく語りかけたところ、すっかり軽薄な女性だと誤解されてしまう。やがて誤解が解けるものの、ミニョンから好意を持たれ「好きだ」と言われても、死んだチュンサンへの想いと、サンヒョクへの想いと、ミニョンへの想いとに引き裂かれ、深く苦しむようになる。どうにもならなくなり、いったんサンヒョクともイ・ミニョンとも別れ、独りでいようとするが、結局ミニョンに魅かれてしまう。サンヒョクとは10年も付き合ってきた仲なのに、しかもサンヒョクは何も悪いことをしていないのに、そのサンヒョクを裏切るなどということはユジンの人間性に問題があると、友人や自分の母親から指摘され、自分の罪深さを自覚し、深く落ち込んでいく。自分のせいで衰弱してしまったサンヒョクの母親から懇願され、またユジンの落ち込みを見かねたイ・ミニョンからもすすめられ、サンヒョクの病室を訪問し、自分を一途に愛するあまりに衰弱してしまったサンヒョクのあわれな姿を見ているうちに、幼馴染のサンヒョクのことがあまりにかわいそうに思え、彼を救うためにミニョンへの恋心は封印し、サンヒョクと結婚することを決意し、サンヒョクと婚約者の関係に戻る。その後、ミニョンは実は記憶を失ったチュンサンだったとの衝撃の事実が明らかになり、チュンサンとサンヒョクの対立はさらに混迷、自分たちの親同士の過去の秘められたつながりも明らかになり、3人の関係はもつれていく。さらにチュンサンと自分は兄妹だと聞かされ、兄妹なのに魅かれあってしまう自分たちに苦しむ。やがて、実は兄妹ではなかったと知るものの、ミニョンすなわちチュンサンはニューヨークへと去ってしまう。チュンサンと一緒にいてもサンヒョクと一緒にいても二人のどちらかを苦しめてしまうわけなので、これ以上二人を苦しめないためにも、自分は独りパリへと旅立つ。ここで一旦物語は終わる。後日譚では、3年後帰国し、もう終わってしまった過去、遠い記憶を辿るかのように、チュンサンが建てた「不可能な家」の夕暮れの海が見える部屋に行ってみたところ、視力を失ったチュンサンと再会、深い愛を込めて口づけをする。
キム・サンヒョク
演 - パク・ヨンハ、日本語吹替 - 猪野学
ユジンの幼馴染で、高校時代のユジンのクラスの学級委員長。温厚で誠実な人柄で、ユジンのことを愛しており、優しい。カン・ジュンサンがなぜ自分につらく当たるのか理解できず、焦りを感じる。卒業して10年後、ラジオ局のプロデューサーとなりユジンと婚約する。だが順風満帆に思えた人生は、イ・ミニョンが現れたことによって狂い始め、どこかバランスを失うようになり、愛するユジンを守ろうとするあまり強引な行動を繰り返すようになる。愛するユジンを失うことになると分かると、食事をとることも拒むようになり、衰弱し生死の境をさまよう。実はチュンサンの母違いの弟。
オ・チェリン
演 - パク・ソルミ、日本語吹替 - 林真里花
ユジンたちの同級生。実家が裕福なお嬢様。美貌が自慢で、自己中心的かつ勝気な性格。チュンサンは初恋の人だった。チュンサンには相手にされなかったが、ユジンにチュンサンを奪われたと思い込む。高校卒業後はフランスへ留学し、チュンサン瓜二つのイ・ミニョンと出会い恋人同士になる。帰国後にブティックのオーナーとなる。ミニョンをユジンに会わせたところ、二人が魅かれあってしまい、二度もユジンに恋人を奪われてしまうのかと感じてユジンに嫉妬し、二人の仲を妨害するために様々な策略を行う。

### その他
コン・ジンスク
演 - イ・ヘウン、日本語吹替 - 片岡身江
ユジンたちの高校の同級生。ソウルでユジンのアパートに居候し、チェリンのブティックで働く。クォン・ヨングクに思いを寄せる。後にヨングクと結婚し一児をもうける。
クォン・ヨングク
演 - リュ・スンス、日本語吹替 - 小森創介
ユジンたちの高校の同級生。明るい性格で洞察力に優れる。サンヒョクの友人で、獣医師。後にジンスクと結婚し一児をもうける。
キム・ヒョクス
演 - クォン・ヘヒョ、日本語吹替 - 大滝寛
ミニョンが代表理事を務める会社の次長。
イ・ジョンア
演 - パク・ヒョンスク、日本語吹替 - 石塚理恵
ユジンの勤める会社の先輩。頼れるお姉さん的な存在。タロット占いが趣味。
カン・ミヒ
演 - ソン・オクスク、日本語吹替 - 小野洋子
チュンサンの母親。世界的ピアニスト。事故で記憶を失ったチュンサンに別人イ・ミニョンとしての記憶をすり込むよう精神科医に頼む。チュンサンとユジンが兄弟であると嘘をつき、結婚に反対する。
キム・ジヌ
演 - チョン・ドンファン、日本語吹替 - 佐々木勝彦
サンヒョクの父親。大学教授。カン・ミヒに片想いしていた過去がある。チュンサンの事故を機にDNA鑑定をしてもらいチュンサンが実の息子であることを知る。
パク・チヨン
演 - イ・ヒョチュン、日本語吹替 - 野村須磨子
サンヒョクの母親。ユジンを気に入らず、最後まで結婚に反対する。
チョン・ヒョンス
演 - ハ・ジェヨン（写真のみ）
ユジンの父親。故人。チュンサンの母親であるカン・ミヒの元婚約者。
イ・ギョンヒ
演 - キム・ヘスク、日本語吹替 - 増子倭文江
ユジンの母親。
チョン・ヒジン
演 - ハ・ジヘ（幼少時：ハン・ジヘ）
ユジンの10歳下の妹。高校生。
キム
演 - チャン・ハンソン
土木作業員。
ユ・ヨル
演 - 本人、日本語吹替 - 堀内賢雄
本人役。ラジオのDJでサンヒョクの先輩。
パク・チョンオ
演 - チョン・ウォンジュン
ユジンたちの担任教師。通称はスマーフの悪役キャラからガーガメル（オリジナル朝鮮語版）がそのまま使われているため、日本語字幕版では大魔王、日本語吹替版ではゴリラである。遅刻に厳しく、1分30秒遅れただけで説教される。
ハン・スンリョン
演 - ソン・ジョンボム、日本語吹替 - 桐本琢也
ユジンの同僚。
高校教務
演 - イ・キョンウォン
サンヒョクにチュンサンについての資料を渡す。
アン
演 - メン・ホリム
精神科医。ミヒの主治医。

### 各国語表記
| 朝鮮語 | 日本語           | 英語           | 中国語（正字） |
| ------ | ---------------- | -------------- | -------------- |
| 강준상 | カン・ジュンサン | Kang Joon-sang | 姜俊尙         |
| 이민형 | イ・ミニョン     | Lee Min-hyung  | 李珉炯         |
| 김상혁 | キム・サンヒョク | Kim Sang-hyuk  | 金相奕         |
| 정유진 | チョン・ユジン   | Jeong Yoo-jin  | 鄭惟珍         |
| 오채린 | オ・チェリン     | Oh Chae-rin    | 吳彩琳         |
| 공진숙 | コン・ジンスク   | Kong Jin-sook  | 孔珍淑         |
| 권용국 | クォン・ヨングク | Kwon Yong-gook | 權勇國         |

## テレビ放送・サブタイトル
韓国では、KBS2にて2002年の1月14日から3月19日まで毎週月曜日と火曜日の夜に「KBSミニシリーズ」として午後9時50分から10時50分の枠で放送された。韓国ではゴールデンタイムでの連続ドラマを「月火ドラマ」「水木ドラマ」などと呼称し、当時の韓国では地上波テレビ局3局がそろって夜10時ごろから毎回約1時間、週2回放送していた。KBSの『冬のソナタ』と同時間帯にはMBCとSBSが共に前年の2001年から放送中だった長編の歴史劇『商道』および『女人天下』を放送していた。
日本では、2003年4月3日から9月4日まで、NHKのBS2で放送したところ、反響が大きかったため、2003年12月に再放送され、さらに「地上波で放送してほしい」という、視聴者の要望により、2004年4月3日から8月21日までNHK総合テレビでも放送された。また、NHKBS2で未公開シーンを含む「完全版」が日本語字幕付きの朝鮮語音声で2004年12月20日から11夜連続の予定で放送された。
| 話数       | サブタイトル   | 放送日                                | 放送日            | 視聴率    | 視聴率    | 視聴率 |
| 話数       | サブタイトル   | NHK総合                               | KBS 2TV           | 関東      | 関西      | 韓国   |
| ---------- | -------------- | ------------------------------------- | ----------------- | --------- | --------- | ------ |
| 第01話     | 出会い         | 2004年4月3日放送                      | 2002年1月14日放送 | 9.2％     | 9.4％     | 16.3%  |
| 第02話     | はかない恋     | 2004年4月10日放送                     | 2002年1月15日放送 | 10.9％    | 12.4％    | 16.6%  |
| 第03話     | 運命の人       | 2004年4月17日放送                     | 2002年1月21日放送 | 11.4％    | 14.2％    | 19.2%  |
| 第04話     | 忘れえぬ恋     | 2004年4月24日放送                     | 2002年1月22日放送 | 12.3％    | 12.7％    | 21.5%  |
| 第05話     | 罠             | 2004年5月1日放送                      | 2002年1月28日放送 | 9.2％     | 13.5％    | 21.2%  |
| 第06話     | 忘却           | 2004年5月8日放送                      | 2002年1月29日放送 | 13.6％    | 15.6％    | 24.1%  |
| 第07話     | 冬の嵐         | 2004年5月15日放送                     | 2002年2月4日放送  | 12.6％    | 14.3％    | 27.2%  |
| 第08話     | 疑惑           | 2004年5月29日放送                     | 2002年2月5日放送  | 15.0％    | 17.6％    | 26.3%  |
| 第09話     | 揺れる心       | 2004年6月5日放送                      | 2002年2月11日放送 | 14.8％    | 15.5％    | 17.8%  |
| 第10話     | 決断           | 2004年6月12日放送                     | 2002年2月12日放送 | 15.7％    | 17.3％    | 16.7%  |
| 第11話     | 偽り           | 2004年6月19日放送                     | 2002年2月18日放送 | 17.6％    | 20.3％    | 26.4%  |
| 第12話     | 10年前の真実   | 2004年6月26日放送                     | 2002年2月19日放送 | 17.1％    | 20.4％    | 27.0%  |
| 第13話     | 追憶           | 2004年7月3日放送                      | 2002年2月25日放送 | 16.6％    | 19.2％    | 27.6%  |
| 第14話     | 二度目の事故   | 2004年7月10日放送                     | 2002年2月26日放送 | 16.5％    | 19.9％    | 28.8%  |
| 第15話     | 過去への旅路   | 2004年7月17日放送                     | 2002年3月4日放送  | 16.3％    | 18.7％    | 26.4%  |
| 第16話     | 父の影         | 2004年7月24日放送                     | 2002年3月5日放送  | 16.8％    | 19.0％    | 26.4%  |
| 第17話     | 障害           | 2004年7月31日放送                     | 2002年3月11日放送 | 15.5％    | 19.9％    | 23.3%  |
| 第18話     | 運命のいたずら | 2004年8月7日放送                      | 2002年3月12日放送 | 16.5％    | 20.5％    | 22.4%  |
| 第19話     | 父と子         | 2004年8月15日放送 2004年8月16日再放送 | 2002年3月18日放送 | 10.0％ ？ | 10.7％ ？ | 23.7%  |
| 最終話     | 冬の終わり     | 2004年8月21日放送                     | 2002年3月19日放送 | 20.6%     | 23.8%     | 24.5%  |
| 平均視聴率 | 平均視聴率     | 平均視聴率                            | 平均視聴率        | 14.4%     | 16.4%     | 23.1%  |

※NHK全国個人視聴率調査による第2話の視聴率は5.1％（7歳以上の3600人うち有効数2601人を対象に2004年4月5日から1週間のみ行われた）。
※同時間帯海外ドラマ平均視聴率は5.3％。
※第8話「疑惑」は、2004年5月22日に放送予定だったが小泉総理北朝鮮訪問関連特番で1週延期された。この件でNHKに約3000件の問い合わせが殺到。これをうけNHK 側は当初のアテネ五輪期間中は当番組を放送しないという予定を変更、視聴者の意見に考慮し8月14日分（第19話「父と子」）を放送する。この第19話はアテネ五輪放送の関係で通常の土曜23:10 - ではなく、翌15日の午前2:00から放送されたため、またも多くのファンから要望がなされ、結局、翌々日の16日13:05 - に再放送された。
韓国オリジナル版のクレジットはペ・ヨンジュンがトップだが、日本版ではNHKが独自にチョン・ユジンを主人公と判断してチェ・ジウを先頭に据えた。KBSの了解を得ているとは言え、ストーリーを無視した処置に対して視聴者から疑問が呈された。
韓国では午後9時50分から10時50分の枠 で放送され、動画配信は1話1時間になっている。NHKで当初放送された日本版は1時間枠で1話59分だが、1話63分から72分の韓国のノーカット版 にあった場面が数分前後分だけ省略されていた。実質53分の日本の当初の民放版ではさらに多くの場面が省略されている。その後NHKBS2で未公開シーンを含む「完全版」が日本語字幕付きの朝鮮語音声で2004年12月20日から11夜連続の予定で放送された。
日本語吹き替えの誤訳が少なからず指摘された。のちに放送された「完全版」の字幕は一部修正にとどまった。

### 民放での放送
2007年1月からは、日本の民放テレビ局でも『冬のソナタ』が放送されている。傾向としては、ドラマ再放送枠での放送が多い。
| 放送地域       | 放送局                    | 放送日時                                            | 備考 |
| -------------- | ------------------------- | --------------------------------------------------- | --- |
| 関東広域圏     | TBSテレビ（TBS）          | 2007年1月9日 - 2月5日月から金9:55 - 10:50           | 「奥さま劇場」 |
| 近畿広域圏     | 朝日放送（ABC）           | 1月13日 - 6月9日毎週土曜日10:25 - 11:20             | |
| 中京広域圏     | 中部日本放送（CBC）       | 1月9日 - 平日午前                                   | |
| 北海道         | 北海道放送（HBC）         | 1月6日 - 土曜日午後                                 | |
| 福岡県         | 福岡放送（FBS）           | 1月8日 - 平日午前                                   | |
| 長野県         | 信越放送（SBC）           | 1月26日 - 平日15:00 - 15:53                         | |
| 富山県         | チューリップテレビ（TUT） | 1月頃 - 平日9:55 - 10:50                            | |
| 石川県         | 北陸放送（MRO）           | 1月31日 - 3月下旬水・木・金9:55 - 10:50             | |
| 広島県         | テレビ新広島（TSS）       | 1月18日 - 平日14:05 - 15:00                         | |
| 岡山県・香川県 | 瀬戸内海放送（KSB）       | 1月31日 - 平日13:55 - 14:50                         | |
| 山口県         | テレビ山口（tys）         | 1月22日 - 平日15:00 - 15:54                         | 月曜日のみ14:55 - |
| 熊本県         | 熊本朝日放送（KAB）       | 4月2日 - 9月1日土曜日9:30 - 10:25                   | |
| 大分県         | 大分朝日放送（OAB）       | 4月7日 - 土曜日10:50 - 11:45                        | |
| 鹿児島県       | 鹿児島放送（KKB）         | 1月6日 - 土曜日午後                                 | |
| BSデジタル     | BS-i                      | 4月6日 - 8月17日毎週金曜日22:00 - 22:54             | 8月24日の同時刻に「冬のソナタ総集編」 |
| BSデジタル     | BS-i                      | 10月31日 - 2008年3月19日毎週水曜日22:00 - 22:54     | 再放送 2008年3月26日の同時刻に「冬のソナタ総集編」（再放送） |
| 関東広域圏     | テレビ東京（TX）          | 2008年3月31日 -6月16日 毎週月・火曜日12:30 - 13:25  | 「ランチチャンネル」枠で放送 （4月29日・5月5日・6日は祝日と重なるため休止） 2006・2007年度に放送したTBS・BS-iから放映権移動                                                                                    |
| 近畿広域圏     | 毎日放送（MBS）           | 2008年5月28日 - 毎週月 - 金曜 9:55 - 10:50          | 「MBSドラマの森」枠で再放送 2007年度に放送したABCから放映権移動 これに合わせ、2005年に製作されたらいよんチャンのCM（らいよんチャンがペ・ヨンジュンに扮した「らいよんさま」ヴァージョン）の放送が再開している。 |
| 近畿広域圏     | 読売テレビ（ytv）         | 2010年1月5日 - 2月10日 月・火・水・金 15:50 - 16:48 | 2008年に放送したMBSから放映権移動 1月11日・13日は休止 |

#### 日本語字幕版
2008年4月からは、日本語字幕版の放送も行われる。
| 放送地域 | 放送局                      | 放送日時                                          | 備考                              |
| -------- | --------------------------- | ------------------------------------------------- | --------------------------------- |
| 岐阜県   | 岐阜放送（GBS・ぎふチャン） | 2008年4月1日 - 火曜日20:00 - 20:54                |                                   |
| 石川県   | テレビ金沢（KTK）           | 2008年4月2日 - 5月15日 水・木・金曜日9:55 - 10:50 | 2007年に放送したMROから放映権移動 |
| 高知県   | テレビ高知                  | 2010年 月 日- 月 日 月から木14:00 - 14:55         |                                   |

#### 新編集版
2012年7月からは音楽の一部をオリジナルの韓国バージョンに戻し、なおかつこれまで地上波放送ではカットされていた部分も放送される新編集版（全25話）が放送された。日本語字幕版と異なり、日本語・朝鮮語のデュアルステレオ放送となる。
| 放送地域       | 放送局                                        | 放送日時 | 備考                                                                                 |
| -------------- | --------------------------------------------- | --- | ------------------------------------------------------------------------------------ |
| 関東広域圏     | テレビ東京（TX）                              | 2012年7月3日 - 8月7日 毎週月 - 金曜 8:25 - 9:21 | 「韓流プレミア」枠で放送                                                             |
| 近畿広域圏     | テレビ大阪（TVO）                             | 2012年8月28日 - 10月2日 毎週月 - 金曜 9:00 - 9:56 | 「アジアドラマタイム 第二部」枠で放送                                                |
| 北海道         | テレビ北海道（TVh）                           | 2012年11月14日 - 12月18日 毎週月 - 金曜 8:30 - 9:25 | 「朝のドラマ通り」枠で放送                                                           |
| 愛知県         | テレビ愛知（TVA）                             | 2012年11月23日 - 12月27日 毎週月 - 金曜 8:05 - 9:00 | 「韓ドラW第1部」枠で放送                                                             |
| 福岡県         | TVQ九州放送（TVQ）                            | 2013年1月10日 - 2月13日 毎週月 - 金曜 8:00 - 8:57 | 「朝のドラマシリーズ」枠で放送                                                       |
| 千葉県         | 千葉テレビ放送（CTC）                         | 2013年3月3日 - 9月8日 毎週日曜 13:00 - 14:00 2014年12月29日 - 2015年1月2日 毎日 18:00 - 23:00（一部時間中断あり） 2015年1月3日 - 1月4日 毎日 18:00 - 21:00 | 2013年は日曜午後の韓国ドラマ枠で放送 2014年 - 2015年はチバテレ年末年始特番として放送 |
| BSデジタル     | ワールド・ハイビジョン・チャンネル （TwellV） | 2013年9月2日 - 10月4日 毎週月 - 金曜 16:00 - 17:00 | 「韓流💛12」枠で放送                                                                 |
| 香川県・岡山県 | テレビせとうち（TSC）                         | 2013年10月2日 - 11月6日 毎週月-金曜 11:30 - 12:30 | ドラマセレクション枠での放送                                                         |

#### 劇場公開
2007年7月10日から9月11日まで東京の六本木ヒルズのTOHOシネマズ六本木ヒルズで劇場公開された。「完全版」を毎週2話ずつ4スクリーンで上映。

## テレビアニメ
『アニメ 冬のソナタ』（겨울연가, Winter Sonata）は、韓国および日本で放送されたアニメ作品。全26話。日本では2009年10月17日から2010年5月1日までDATV750ch、スカパー!チャンネルHD190、スカパー!チャンネルHD800で日本語字幕版を放送。ドラマでは語られなかったオリジナルエピソードも盛り込まれ、最終話ラストの結婚式シーンでは新たに撮影された主人公ペ・ヨンジュンとチェ・ジウの実写パートも挿入された。2013年3月5日から3月30日にTBSでも放送。

### 声の出演
- チュンサン / ミニョン - ペ・ヨンジュン（萩原聖人、少年時代：小松美智子）
- ユジン - チェ・ジウ（田中美里）
- サンヒョク - カン・ヨファン（堀江一眞）
- チェリン - イ・セナ（木下紗華）
- ヨングク - リュ・スンス（小松史法）
- ジンスク - ソン・ジョンヒ（津村まこと）
- ジヌ - ペ・ハンソン（高桑満）
- ミヒ - ソ・ヘジョン（水野千夏）
- ギョンヒ - ユン・ソラ（片貝薫）
- ヒジン - イ・スヒョン（小松美智子）
- カガメル - イ・ジャンウォン（高岡瓶々）
- ゴリラ - イ・ジャンウォン
- ジヨン - チェ・ソンウ（海本きくえ）
- ジョンア - ミンジ（安永亜季）
- スンリョン - パク・ヨンジェ
- キム次長 - キム・チャン（荻野晴朗）
- アン博士 - キム・ギュシク（間宮康弘）
- ジェイン - ソヨン（たなか久美）
- キム室長 - チョ・ギュンジュン（小林かつのり）
- DJ - パク・ヨンジェ
- クロード - イム・チェホン（杉村憲司）
- アンヌ - ソ・ヘジョン（阿川りょう）
- ルイ - ナム・ドヒョン（鈴木裕斗）
- 女子修道院長 - ユン・ソラ（定岡小百合）
- マルガリータ - ソン・ジョンヒ
- チャン - ホン・ソンミン（町田政則）
- カタリーナ - ソン・ジョンヒ（平野夏那子）
- マリアンヌ - ソン・ジョンヒ
- ヒョンス - キム・チャン（中川慶一）

### スタッフ
- 企画・制作・協力 - ユンスカラー株式会社
- ドラマ原作者・演出 - ユン・ソクホ
- 脚本 - キム・ウニ、ユン・ウンギョン
- ストーリーテラー - オ・スヨン
- アニメ「冬のソナタ」製作委員会
  - エグゼクティブプロデューサー - ペ・ソンウン
  - 製作総指揮 - 加藤栄芳（トータルプロモーション）
  - プロデューサー - 北越基紀
  - アシスタントプロデューサー - チョン・ジハ
  - ゼネラル・プロダクション・ディレクター - 堀貴久恵
- 日本語版制作スタッフ
  - 日本語字幕制作 - 西ヶ原字幕社
  - 技術協力 - アルジー
  - 製作協力 - ユー・ブイ・エヌ
  - プロデューサー - 角猛
- キャラクター原案 - 中山大輔
- キャラクターデザイン - 中山正恵
- アニメーション制作 - REALTHING / STUDIO COMET（第0話のみ）、KEYEAST（韓国：第6話以降）
- 総監督 - アン・ジェフン、ハン・ヘジン（第0-5話）
- 助監督 - ペ・ギヨン、チェ・インスン
- 美術監督 - ハン・ヘジン
- キャラクターデザイン・小道具デザイン・背景デザイン・色彩設計 - Meditation with Penicil
- 音楽監督 - ユ・ヘジュン
- オープニング・アニメーション制作 - REALTHING
  - 監督・撮影監督 - 伊藤真由
  - 絵コンテ - 中山大輔
  - 作画監督 - 中山正恵
- エンディング・アニメーション制作 - テレコム・アニメーションフィルム
  - 演出 - 矢野雄一郎
  - 作画監督 - 末永宏一

### 主題歌
- オープニングテーマ曲「最初から今まで」 - RYU（ZAIN RECORDS）
- エンディングテーマ曲「いつでもただ君を」[53] - イ・セジュン
- 挿入歌「Believe you」 - Yoonji（1-12話）
- 挿入歌「ソナタ（恋歌）」 - カン・ヨファン（8-12,14-16,20話）
- 挿入歌「届かない想い」 - カン・ヨファン（13-14,17,23話）
- 挿入歌「逢いたい」 - ユ・ヘジュン（21話）
- 挿入歌「君と永遠に」 - シン・ミンチョル（From T-MAX）（24,26話）

### 実写シーン（第26話）

#### キャスト（第26話）
- チュンサン - ペ・ヨンジュン
- ユジン - チェ・ジウ
- サンヒョク - カン・ヨファン
- ヨングク - リュ・スンス
- ジンスク - ソン・ジョンヒ

#### スタッフ（第26話）
- 監督 - チャン
- 選出部 - パク・ミョンギュ、ノ・ギュヨブ、パク・チョルフイ、キム・ミンソン
- 制作部 - イ・ピョンジュン、チュ・チョルミン、キム・ドンヒョン、キム・デウク、ソン・ソンウォン、ユ・ジナ、パク・ソニョン、イ・ヨンソン
- 現場編集 - チョン・ハンナ
- 撮影監督 - チェ・サンホ
- 撮影 - チャ・テッキュン、キム・サンウ、アン・ヒョミン、イ・ジュフン、ムン・ソンジン

#### 事故
2010年3月11日午後3時頃、実写パートの撮影途中に記念撮影用の足場が強風でひっくり返り、見学ツアー参加客1505人のうち日本人女性28人と韓国人男性3人が怪我をする事故が起こり、うち1人が頭を打つ重傷となった。

### サブタイトル
| 話数   | サブタイトル                      | 脚本                            | 演出                            | コンテ                             | （総作画監督） 作画監督                                          | 初回放送日      |
| ------ | --------------------------------- | ------------------------------- | ------------------------------- | ---------------------------------- | ---------------------------------------------------------------- | --------------- |
| 第0話  | エピソード・ゼロ                  | 吉村元希                        | 福井俊介                        | 三沢伸                             | 一川孝久                                                         | [ 55 ]          |
| 第1話  | 白黒写真                          | キム・ヒョンワン ホ・ソンヘ     | キム・ミンソン イ・ジョンヒョン | チェ・インスン ヘペ・ギヨン        | イ・ブヒ チョ・ヨンレ イ・ジェハン                               | 2009年 10月17日 |
| 第2話  | 影の国                            | キム・ヒョンワン ホ・ソンヘ     | キム・ミンソン イ・ジョンヒョン | 大畑晃一 チェ・インスン ペ・ギヨン | イ・ブヒ チェ・ジョンギ イ・ジョンヒョン                         | 10月24日        |
| 第3話  | 初めて                            | キム・ヒョンワン ホ・ソンヘ     | キム・デフン                    | 大畑晃一 オ・ジョンホ              | イ・ジェハン ハン・ジョイン 森友宏樹                             | 10月31日        |
| 第4話  | 守れない約束                      | キム・ヒョンワン ホ・ソンヘ     | バク・ピョンサン                | 名村英敏 チェ・スミョン            | イ・ジウン ナ・ギチョル                                          | 11月7日         |
| 第5話  | あなたを見たのは、夢だったのかな  | キム・ヒョンワン                | キム・ギナム                    | 金崎貴臣 オ・ジョンホ              | （イ・ジウン） イ・ブヒ キム・サン イ・ソンジン イ・ジョンジョン | 11月14日        |
| 第6話  | あなたに逢いたくて                | キム・ヒョンワン                | オ・ギュヨル ソン・ギリョン     | 森友宏樹 チェ・ジョングク          | （イ・ジウン） ソン・ギリョン                                    | 11月21日        |
| 第7話  | 彼女を思いだせない男              | キム・ヒョンワン                | ソ・ソンジョン                  | 名村英敏 チェ・スミョン            | イ・ジウン ホ・スンギ                                            | 11月28日        |
| 第8話  | 嘘                                | キム・ヒョンワン                | キム・デフン                    | ソン・ペギィブ オ・ジョンホ        | イ・ジウン ハン・ジョンイ                                        | 12月5日         |
| 第9話  | 失われた時間の中の僕              | キム・ヒョンワン オ・ナムギョン | 森友宏樹                        | 原和裕 オ・ジョンホ                | イ・ジウン 空流辺広子                                            | 12月12日        |
| 第10話 | 失われた時間の中の僕 II           | キム・ヒョンワン オ・ナムギョン | キム・ギナム                    | 金﨑貴臣 オ・ジョンホ              | イ・ジウン キム・サン イ・ソンジン                               | 12月19日        |
| 第11話 | 初恋がもう一度私を呼んだら        | キム・ヒョンワン オ・ナムギョン | バク・ピョンサン                | 森友宏樹 オ・ジョンホ              | イ・ジウン クォン・ウンギョン                                    | 12月26日        |
| 第12話 | 十年待ち続けた恋                  | キム・ヒョンワン オ・ナムギョン | ソ・ソンジョン                  | 名村英敏 アン・スンヒ              | イ・ジウン リュ・セヒョン                                        | 2010年 1月9日   |
| 第13話 | からっぽの名前                    | キム・ヒョンワン オ・ナムギョン | キム・ギナム                    | 金崎貴臣 クォン・ヨンサン          | イ・ジウン パク・ジョンジュン イ・ジェウク                       | 1月16日         |
| 第14話 | ポラリス                          | キム・ヒョンワン オ・ナムギョン | キム・デフン                    | 森友宏樹 アン・スンヒ              | イ・ジウン ハン・ジョンイ                                        | 1月23日         |
| 第15話 | 最後の記憶のかけら                | キム・ヒョンワン オ・ナムギョン | 森友宏樹                        | 清水聡 オ・ジョンホ                | イ・ジウン 空流辺広子 ホ・スンギ                                 | 1月30日         |
| 第16話 | 最後の記憶のかけら II             | キム・ヒョンワン オ・ナムギョン | ホ・ジョン                      | シン・ミンソブ                     | イ・ジウン シン・ミンソブ イ・ジェウク                           | 2月13日         |
| 第17話 | ふたりの初めての海 そして最後の海 | キム・ヒョンワン オ・ナムギョン | バク・ピョンサン                | オ・ジョンホ                       | イ・ジウン クォン・ウンギョン                                    | 2月20日         |
| 第18話 | 冬が過ぎればすべて消える          | キム・ヒョンワン オ・ナムギョン | イ・ジョンジョン                | アン・スンヒ                       | イ・ジウン ユン・ジョンヘ ホ・ギドン                             | 2月27日         |
| 第19話 | As Tears Go By 〜涙あふれて〜     | キム・ヒョンワン オ・ナムギョン | ソ・ソンジョン                  | オ・ジョンホ                       | イ・ジウン リュ・セヒョン                                        | 3月6日          |
| 第20話 | 不可能な家                        | キム・ヒョンワン オ・ナムギョン | キム・ドンナム                  | チョ・ヨングァン ホ・ジョンス      | ホ・スンギ イ・ジウン                                            | 3月13日         |
| 第21話 | 新たな旅立ち                      | キム・ヒョンワン オ・ナムギョン | 森友宏樹                        | チェ・ミンチョル                   | ハン・ジョンイ                                                   | 3月21日         |
| 第22話 | 初恋                              | キム・ヒョンワン オ・ナムギョン | キム・ギナム                    | アン・スンヒ                       | キム・ギナム イ・ソンジン                                        | 3月28日         |
| 第23話 | 初恋 II                           | キム・ヒョンワン オ・ナムギョン | バク・ピョンサン                | オ・ジョンホ                       | クォン・ウンギョン                                               | 4月10日         |
| 第24話 | A Winter Shade of Pale 〜青い影〜 | キム・ヒョンワン オ・ナムギョン | ソ・ソンジョン                  | チョ・ヨングァン ホ・ジョンス      | イ・ジウン リュ・セヒョン                                        | 4月17日         |
| 第25話 | 最初から今まで                    | キム・ヒョンワン オ・ナムギョン | 森友宏樹                        | オ・ジョンホ                       | イ・ジウン ホ・スンギ ハン・ジョンイ                             | 4月24日         |
| 第26話 | Hidden Track 〜永遠の愛〜         | キム・ヒョンワン オ・ナムギョン | ソ・ソンジョン                  | アン・スンヒ                       | イ・ジウン リュ・セヒョン                                        | 5月1日          |

## 漫画
コミック版もある。
| 1 | ISBN 4776713292 | 発売日：2004/7/8   |
| 2 | ISBN 4776713306 | 発売日：2004/7/8   |
| 3 | ISBN 4776713314 | 発売日：2004/8/20  |
| 4 | ISBN 4776714167 | 発売日：2004/10/20 |
| 5 | ISBN 4776714493 | 発売日：2004/12/20 |
| 6 | ISBN 4776715554 | 発売日：2005/3/1   |
| 7 | ISBN 4776715848 | 発売日：2005/4/28  |
| 8 | ISBN 4776716550 | 発売日：2005/6/30  |

## ドラマCD
2009年、「KBS-TV版 ドラマCD声優ver.」としてドラマCDが発売元：キャラモモ、販売元：アルドゥールにより全4巻で発売された。脚本は頼経康史、パッケージイラストは桜井りょう。
キャスト
- カン・ジュンサン / イ・ミニョン：石田彰
- チョン・ユジン：堀江由衣
- キム・サンヒョク：小野大輔
- オ・チェリン：朴璐美
- キム・ジヌ：宝亀克寿
- コン・ジンスク：松本さち
- イ・ジョンア：松下こみな
- クォン・ヨングク：名村幸太朗
- 先生：日向とめ吉
- 音楽教師：矢野亜沙美
- キム次長：間宮康弘
- 司会：下妻由幸
- ナレーション、DJ、キム班長：堀内賢雄

| VOL.1 運命の人     | 品番：BJCA-0118 | 発売日：2009年6月25日  |
| VOL.2 冬の嵐       | 品番：BJCA-0122 | 発売日：2009年7月23日  |
| VOL.3 十年目の真実 | 品番：BJCA-0137 | 発売日：2009年10月22日 |
| VOL.4 冬の終わり   | 品番：BJCA-0139 | 発売日：2009年11月26日 |

## 関連商品

### DVD
ドラマのDVDの発売元はNHKソフトウェア、販売元は日本テレビの連結子会社バップである。
2010年3月にソニー・ピクチャーズエンタテインメントからノーカット版のDVD-BOXが発売予定だったが、劇中の音楽の権利関係の問題で発売延期になった。同年3月26日の朝日新聞朝刊に発売延期のお詫びと音楽の権利者の情報提供を求める全面広告の掲載を経て、8月20日に同じく朝日新聞朝刊にて「KBSノーカット完全版」のタイトルで2010年11月24日に発売される全面広告が掲載された。

### 書籍
脚本を書いたキム・ウニとユン・ウンギョンが、チュンサンとユジンの空白の3年間と二人のその後を小説に書き、うらかわひろこが日本語に訳して『もうひとつの冬のソナタ：チュンサンとユジンのそれから』としてワニブックスから2004年に刊行された（ISBN 4-8470-3491-0）。
2006年に続編とされる書籍、Marinche著『冬ソナ最終章：その後のふたり』が右文書院から出版された（ISBN 978-4-8421-0067-8）。
安岡明子による『『冬のソナタ』で始める韓国語 シナリオ対訳集』が2003年11月付けでキネマ旬報社から刊行された。この対訳集は全訳ではなく、主要登場人物の登場場面を中心に構成し、収録場面については朝鮮語脚本をもとに日本で放送したものに近づけるようにしたものという。